# عبدالقادر اروزبکوف
عبدالقادر اروزبکوف (قرقیزی: Абдыкадыр Орозбеков؛ ۱ ژانویهٔ ۱۸۸۹ – ۱ ژانویهٔ ۱۹۳۸) سیاستمدار قرقیز اهل شوروی بود. او نخستین رئیس کمیته اجرایی مرکزی جمهوری سوسیالیستی قرقیزستان (۱۹۲۷–۱۹۳۷) بود. او در دهکده اوهنا (ОХНА Айылы) که بخشی از شهرستان قدم‌جای بود زاده شد. وی در جریان پاکسازی بزرگ اعدام شد.

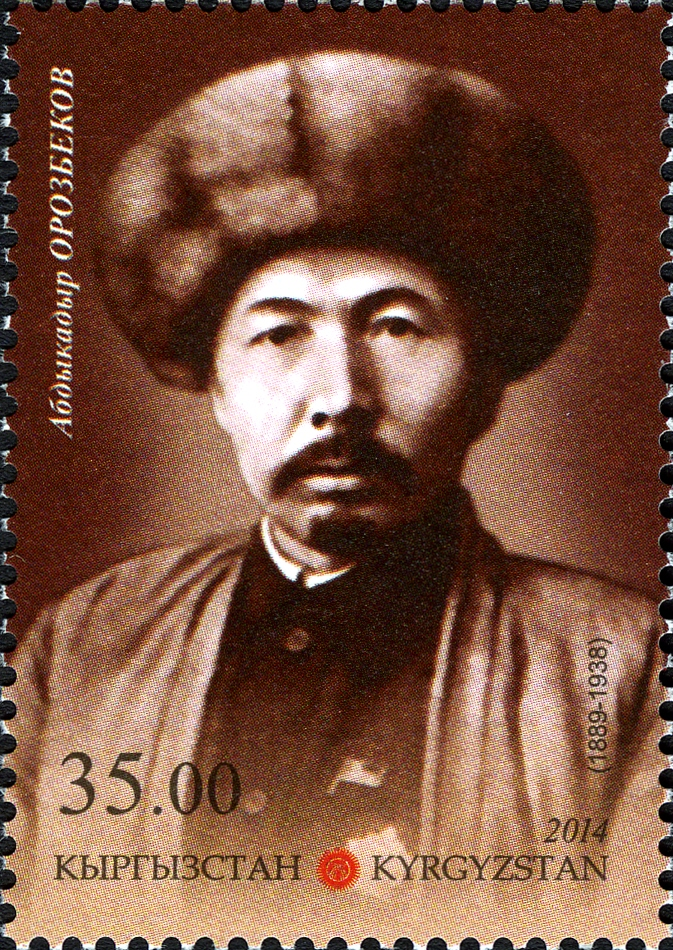
نگاره‌ای از اروزبکوف بر روی یک تمبر پستی در قرقیزستان